# 安朔トンネル

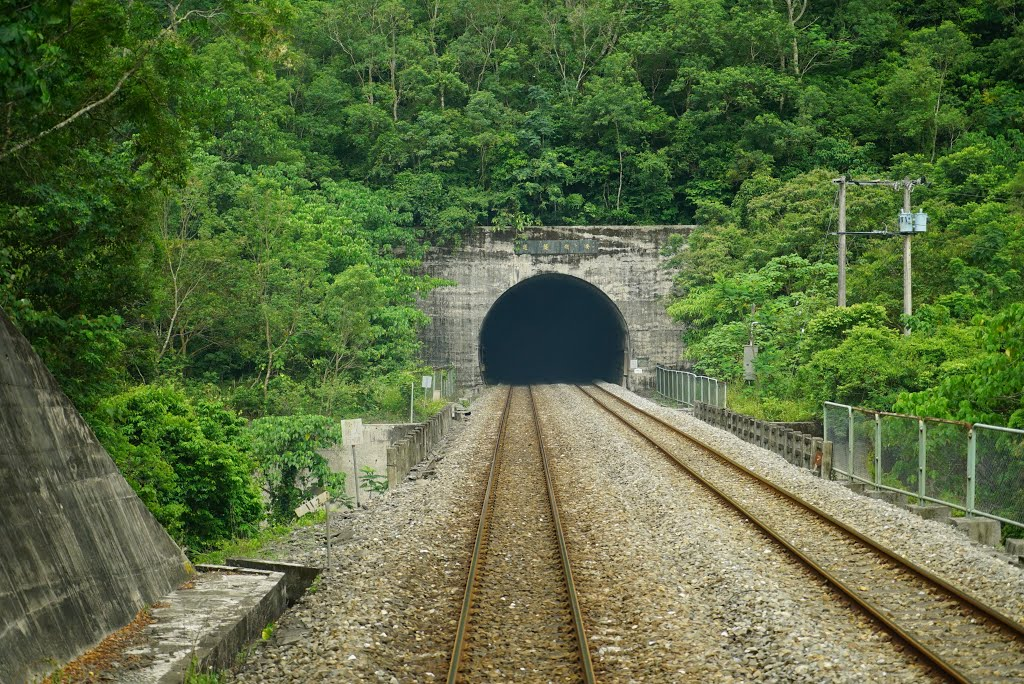
安朔トンネル（西側出口）

安朔トンネル（あんさくトンネル）は、台湾台東県達仁郷にある台湾鉄路管理局南廻線のトンネルである。南廻線の中央信号場 - 古荘駅 間にあり全長は5,483mである。で台湾で4番目に長い山岳鉄道トンネルである。

## 参照
- "南の鉄道プロジェクトへ戻る：国の14重要な建設"、台湾省政府交通省南鉄道工学庁、1992。
- エグゼクティブ・ユナイテッド、エグゼクティブ・ユナイテッドのエグゼクティブ・オフィサー、